# 李涌 (交警)

青岛公安局交警支队民警李涌

李涌 (1966年11月—2021年10月3日)，中共党员，山东省青岛市公安局交警支队同三高速公路交警大队二中队中队长、“交警大V”。2021年10月3日凌晨1时，在辖区内处置涉嫌酒驾的驾驶人时，坠落高速公路立交桥下，因公殉职。事后中国内地网友前往新浪微博留言纪念。